# Eugène Mutimura
 (avril 2024).
Eugène Mutimura est un chercheur et scientifique rwandais. Il est actuellement le secrétaire exécutif du Conseil national pour la science et la technologie (NCST) au Rwanda.
Il obtient son doctorat à l'université du Witwatersrand à Johannesbourg en 2007 et a auparavant travaillé à l'Alliance régionale pour le développement durable. Il a coordonné le projet de centres d'excellence d'Afrique orientale et australe financé par la Banque mondiale dans huit pays, pour soutenir la recherche et l'éducation dans seize universités. Il devient ensuite ministre de l'Éducation de la république du Rwanda,.
Il a reçu la bourse du programme Fulbright.